# USS New Mexico (SSN-779)
El USS New Mexico (SSN-779) es un submarino nuclear de la clase Virginia.

## Construcción
Fue ordenado el 14 de agosto de 2003 al General Dynamics Electric Boat (Connecticut). Fue puesta su quilla el 12 de abril de 2008 y fue botado el 17 de enero de 2009. Entró en servicio con la US Navy el 27 de marzo de 2010.

## Historia de servicio
Está asignado a la Flota del Atlántico y su apostadero es la base naval de Norfolk (Virginia).

## Nombre
El nombre USS New Mexico honra al estado de Nuevo México.